# Mohamed Atta
Mohamed Mohamed el-Amir Awad el-Sayed Atta (arabisk: محمد محمد الأمير عوض السيد عطا, Muḥammad Muḥammad al-Āmir ‘Awaḍ as-Sayyid ‘Aṭṭa) (1. september 1968 – 11. september 2001) var en af flykaprerne, som styrtede American Airlines' flynummer 11 ind i World Trade Centers nordlige tårn under terrorangrebet den 11. september 2001. Han menes at være en af hovedpersonerne bag terrorangrebet.

## Biografi
Atta blev født i en lille by i Nildeltaet i Egypten i 1968. Sammen med sin familie flyttede han til Kairo som 10-årig. Han begyndte at studere arkitektur på Kairo Universitet, og flyttede til Hamborg, Tyskland i 1992 for at fortsætte sine studier ved Technische Universität Hamburg-Harburg. I Hamborg kom han via Al-Quds-moskéen i kontakt med Marwan al-Shehhi, Ramzi Binalshibh, og Ziad Jarrah, og blev en del af den såkaldte "Hamborgcelle". Atta flyttede sommetider fra Hamborg til Afghanistan i lange perioder. Blandt andet befandt han sig i Afghanistan i flere måneder i løbet af slutningen af 1999 og starten af 2000. Her mødte han Osama bin Laden og andre al-Qaeda-ledere. Atta og de øvrige medlemmer af Hamborgcellen fik instruktioner om angrebene af bin Laden og Khalid Sheikh Mohammed. Atta vendte tilbage til Hamborg i februar 2000, hvor han meldte sit pas stjålet og modtog et nyt.
I marts 2000 tog han kontakt til flyveskoler i USA, for at tage flyvelektioner. Sammen med Marwan al-Shehhi begyndte han at tage flyvelektioner i juni 2000 ved Huffman Aviation i Venice, Florida. Han modtog sit flyvecertifikat i november samme år.
I løbet af sommeren 2001 tilbragte Atta sin tid i Spanien, hvor planlægningen af angrebet fortsatte. Den 10. september rejste Atta sammen med Abdulaziz al-Omari fra Boston til Portland, Maine. Tidligt om morgenen den 11. september tog de et fly tilbage til Boston, hvor de gik om bord på American Airlines' Flight 11. Femten minutter efter afgang, tog Atta og de øvrige flykaprere kontrol over flyet, og klokken 8:46 styrede Atta flyet ind i World Trade Centers nordlige tårn.
Efter at navnene på de 19 mistænkte flykaprere blev offentliggjort, hævdede Attas far, at hans søn ikke havde noget med terrorangrebet og gøre, og at han fejlagtigt var blevet mistænkt. Hans far har også udtalt, at han talte i telefon med sin søn to dage efter den 11. september, og han hævdede ved et interview i 2002 at hans søn stadig lever.